# Емеково
Еме́ково (рос. Эмеково, марій. Купсола) — село у складі Волзького району Марій Ел, Росія. Адміністративний центр Емековського сільського поселення.

## Населення
Населення — 1504 особи (2010; 1479 у 2002).
Національний склад (станом на 2002 рік):
- марі — 92 %